# Isla Lavoisier
La isla Lavoisier, Serrano o Mitre es la segunda en extensión de las islas Biscoe, archipiélago adyacente a la costa oeste de la península Antártica en la Antártida. Lavoisier se ubica a 66°12′S 66°46′O / -66.200, -66.767 entre la isla Renaud y la isla Rabot al noreste, separadas por el estrecho Pendleton; y la isla Watkins al suroeste.
La isla es baja, alcanzando una altitud máxima de 300 m, está completamente cubierta por un manto de hielo que cae hacia el mar en forma de acantilados, su cima es pareja con algunas ondulaciones.
Fue cartografiada por primera vez por la expedición francesa de 1903-1905, al mando de Jean-Baptiste Charcot, y nombrada como Île Nansen, en honor a Fridtjof Nansen, explorador noruego del ártico. Para evitar confusión con la isla Nansen de la bahía Wilhelmina, la UK-APC (Reino Unido) recomendó en 1960 el nuevo nombre en honor a Antoine Lavoisier, químico francés pionero del estudio del metabolismo.
El nombre oficial chileno isla Serrano fue dado por la Expedición Antártica Chilena de 1947, en homenaje al teniente 1º Fernando Serrano, Médico Cirujano de la Comisión.

## Reclamaciones territoriales
Argentina incluye a la isla en el departamento Antártida Argentina dentro de la provincia de Tierra del Fuego, Antártida e Islas del Atlántico Sur; para Chile forma parte de la comuna Antártica de la provincia Antártica Chilena dentro de la Región de Magallanes y de la Antártica Chilena; y para el Reino Unido integra el Territorio Antártico Británico. Las tres reclamaciones están sujetas a los términos del Tratado Antártico.
Nomenclatura de los países reclamantes: 
- Argentina: isla Mitre
- Chile: isla Serrano
- Reino Unido: Lavoisier Island